# اختر واحجز
"اختر واحجز" هو تطبيق برمجي للحجز الإلكتروني لخدمة الصحة الوطنية (NHS) في إنجلترا، يتميز هذا التطبيق بأنه مكّن المرضى الذين يحتاجون إلى موعد للمرضى الخارجيين من اختيار المستشفى الذي تتم إحالتهم إليه من قبل الممارس العام (GP) وحجز الموعد المناسب.
تم تصميم "اختر واحجز" في الأصل كنظام حجز إلكتروني وتطويره لتمكين المريض من اختيار المستشفى. تم إدخاله إلى هيئة الخدمات الصحية الوطنية منذ عام 2005 فصاعدًا. ثم تم شراؤه كجزء من البرنامج الوطني لتكنولوجيا المعلومات (NPfIT) في عام 2003. مُنح العقد إلى قسم Sema التابع لشركة Schlumberger Limited قبل استحواذ Atos Origin عليه مباشرةً. يعتمد البرنامج على برنامج الحجز الإلكتروني Millennium الخاص بشركة Cerner.
إن الجراحة التي تتطلب علاجًا فوريًا ليست من اختصاص الاختيار والحجز نظرًا لأن احتياجات هؤلاء المرضى تتجاوز أي أنظمة انتظار طويلة المدى.
تم استبدال خدمة اختر واحجز بخدمة الإحالة الإلكترونية التابعة لهيئة الخدمات الصحية الوطنية (NHS) التي كان من المقرر أن تبدأ في عام 2014 ولكن تم تأجيلها حتى عام 2015 بعد فشلها في التقييم الذي أجرته الخدمة الرقمية الحكومية.

## كيف يعمل الاختيار والحجز
في وضعه الوظيفي الكامل، يتم التواصل بين نظام "الاختيار والحجز" إلكترونيًا بين أنظمة الكمبيوتر السريري للطبيب العام "المتوافقة" وأنظمة إدارة المرضى في المستشفى القابلة للحجز المباشر (PAS) لتمكين الأطباء العامين من وضع قائمة مختصرة للخدمات المناسبة لمرضاهم، مكّنت هذه الخدمة المرضى من حجز موعدهم في عيادة الطبيب العام أو الاتصال بخط المواعيد الوطني (في الأصل على الرقم 0845 60 88888، ثم تغير إلى 0345 60 88888 في منتصف عام 2010) أو حجز موعدهم عبر الإنترنت من خلال موقع HealthSpace الإلكتروني. تشير الخدمات القابلة للحجز المباشر إلى المستشفيات التي تستخدم أنظمة PAS المتوافقة مع "الاختيار والحجز". في هذه الحالة اختر "حصاد" ثم حجزه ويُعرض فيما بعد خانات المواعيد مباشرةً من نظام تقييم الأداء بالمستشفى ليقوم المستخدمون بالحجز فيها مباشرةً..

## الحلول المؤقتة
لعدد من الأسباب؛ لم تصبح بعض أنظمة GP وأنظمة تقييم الأداء في المستشفيات متوافقة في الوقت المناسب لتحقيق أهداف الاختيار والحجز الأولية التي حددتها وزارة الصحة. تم ابتكار حلول مؤقتة في 2005/2006 للسماح للمرضى بالاستفادة من خيار "اختر واحجز" عندما لا تكون الأنظمة متوافقة.
•	سمحت الإحالة المستندة إلى الموقع الإلكتروني للطبيب العام بالوصول إلى "اختر واحجز" عبر متصفح ويب قياسي حتى يمكن ترقية نظام الحوسبة السريرية الخاص به بنجاح.
•	تتضمن الخدمات القابلة للحجز بشكل غير مباشر معالجي المكالمات الهاتفية في المستشفيات لتقديم المواعيد للمرضى. يتحقق المشغل من هوية المريض ويقدم خيار التواريخ والأوقات المتاحة من نظام إدارة المرضى بالمستشفى ويحدّث CaB بتفاصيل الموعد الذي اختاره المريض.

## التنمية
عانى طرح برنامج "اختر واحجز" في عامي 2005 و2006 من عدد من التأخيرات؛ بعضها تقني بسبب اعتمادها على مسارات عمل NPfIT الأخرى، جزئيًا من خلال المشكلات الوظيفية في الإصدارات المبكرة وجزئيًا من خلال مخاوف الأطباء بشأن عبء العمل الإضافي.
كانت هناك وجهات نظر متضاربة حول فعاليتها، سواء من وجهة النظر الفنية (من الصعب التمييز بين الأخطاء في CaB والأنظمة التي تتفاعل معها) ومن منظور الخدمة (يجادل بعض المستخدمين بأنها تقوض الممارسات الجيدة الحالية، بينما يمتدح آخرون الراحة وتقليل التأخير الذي يقدمه للمرضى). وجدت دراسة استقصائية أجريت عام 2006 (نُشرت عام 2008) أن غالبية المرضى لم يختبروا درجة الاختيار التي تم تصميم النظام لتقديمها.
لزيادة استيعاب الأطباء في إنجلترا لبرنامج "اختر واحجز"، تم تقديم حوافز مالية للعمليات الجراحية في الجزء الأول من عام 2006 لكنها ظلت تعاني من الدعاية السلبية في الصحافة الطبية ومقاومة عدد من الأطباء العامين.
مع ازدياد استقرار التطبيق خلال عامي 2005 و2006 فقد زادت أحجام الحجز وإن كان ذلك بشكل أبطأ مما كان مخططًا له. في ديسمبر 2006 استخدم أكثر من 1.5 مليون مريض خدمة اختر واحجز، بحلول نهاية أكتوبر 2008 ارتفع هذا العدد إلى أكثر من 10 ملايين حجز مع أرقام يومية تزيد عن 20,000 حجز. كانت جميع صناديق الرعاية الأولية في إنجلترا تعمل بنظام اختر واحجز (على الرغم من أنه قد يكون طبيبًا عامًا واحدًا فقط ضمن معاهدة التعاون بشأن البراءات أو الممارسة)، في حين استخدمت جميع صناديق الرعاية الصحية التابعة لهيئة الخدمات الصحية الوطنية وعدد كبير من مستشفيات القطاع المستقل خدمة اختر واحجز. في 28 أكتوبر 2008، كانت 93% من الممارسات تقدم الخدمة، بينما لم تشهد بعض معاهدة التعاون بشأن البراءات سوى أحجام منخفضة (30% وأقل في بعض الحالات)، كان العديد منها يحجز 70 إلى 80% من المرضى باستخدام "اختيار وحجز".
وصل الاستخدام إلى نقطة عالية على المستوى الوطني بلغت 57% من الإحالات في الشهرين الأولين من عام 2010 مع تقليص خطط الحوافز، كان هنالك انخفاض في الاستخدام إلى 50% في بداية عام 2012 وعندما تم إيقاف تشغيل النظام في يونيو 2015 تم استخدامه من قبل 40.000 مريض يوميًا.

## شبكة الاختيار الموسعة
بدأت المستشفيات الخاصة في جعل خدماتها قابلة للحجز مباشرة للأطباء العموميين الذين طلب نظام معاهدة التعاون بشأن البراءات تقديم خدماتهم لهم في يناير الثاني 2007، أما اعتبارًا من أبريل 2007 فقد شملت "شبكة الاختيار الممتد" جميع صناديق مؤسسات هيئة الخدمات الصحية الوطنية ومستشفيات القطاع المستقل المعتمدة من قبل وزارة الصحة باعتبارها تلبي معايير الجودة والتكلفة الخاصة بهيئة الخدمات الصحية الوطنية. هذا يعني أنه يمكن للطبيب العام عبر CaB أن يقدم لمرضاه خيار أربعة أو أكثر من مقدمي الخدمات المحليين وخيار أي مؤسسة Trust Trust أو مستشفى قطاع مستقل معتمد في إنجلترا. كانت نية الحكومة هي أنه عندما يتمكن المرضى من الاختيار بين مستشفى هيئة الخدمات الصحية الوطنية المحلي وأي مستشفى خاص معتمد في إنجلترا، فإن المعايير سترتفع (المعروفة باسم "قابلية المنافسة"). في مارس 2007، أصبحت مستشفيات القطاع المستقل الأولى متاحة كخيارات قابلة للحجز مباشرة من داخل اختر واحجز.
اعتبارًا من أبريل 2008، كانت سياسة "الاختيار الحر" تعني أنه يمكن للمرضى الاختيار من بين أي مقدم خدمة معتمد ومناسب سريريًا في إنجلترا. منذ نشر الإصدار 4.0 من التطبيق في مايو 2008، أصبح بإمكان المحيلين الاختيار من بين قائمتين: "بحث في الرعاية الأولية"، التي أظهرت فقط الخدمات التي تقدمها معاهدة التعاون بشأن البراءات أو مقدمي خدمات محليين أصغر، أو "بحث في الكل" التي أظهرت الخدمات المقدمة من قبل جميع مقدمي الخدمة المعتمدين في إنجلترا، أحد الانتقادات الموجهة لهذه السياسة هو أن المرضى والأطباء الذين يحيلونهم يحتاجون إلى معلومات أكثر فائدة لاتخاذ قرار مستنير بصدق التي يتم توفير بعضها من خلال ميزة المقارنة "البحث عن مستشفى واختيارها" على موقع هيئة الخدمات الصحية الوطنية.